# Edmond Doré-Graslin
Edmond-Pierre Doré-Graslin (né le 19 novembre 1820 à Nantes et mort le 26 août 1899 dans la même ville), est un homme politique français.

## Biographie
Arrière petit-fils de Jean-Joseph-Louis Graslin et petit-fils du général-baron Pierre André Grobon, il épouse Eudoxie Linsens, une petite-fille de Jean-Baptiste Bertrand-Geslin.
Propriétaire à Nantes et sans antécédents politiques, il est élu, le 8 février 1871, représentant de la Loire-Inférieure à l'Assemblée nationale. 
Il siège silencieusement au centre droit.

### Sources
- « Edmond Doré-Graslin », dans Adolphe Robert et Gaston Cougny, Dictionnaire des parlementaires français, Edgar Bourloton, 1889-1891 [détail de l’édition]